# Bagsværd Atletik Club
Bagsværd Atletik Club er en dansk atletikklub stiftet 28. maj 1972 hjemmehørende i Bagsværd. Klubben træningsfaciliteter findes på Bagsværd Stadion med kunststofbelægning fra 1994.
Bagsværd Atletik Club er en sammenlægning af de tidligere atletikafdelinger i Bagsværd Idrætsforening og Gladsaxe Idrætsforening. Den er i dag en klub med cirka 300 medlemmer.
Klubbens formand er Bjarne Hingelbjerg.
Klubben har haft tre Danmarksmestere; Jakob Thor Christensen på 60 meter 2000-2002, Andreas Bube som vandt sit første af flere mesterskab 2005 på 400 meter hæk samt Kristoffer Mikkelsen i femkamp 2006. 

## Klubrekorder
Kvinder
- 100 meter: Susse Malling 12,64 2008
- 200 meter: Susse Malling 25,54 2008
- 400 meter: Susse Malling 59,51 2008
- 800 meter: Josefine Rytter 2,15,37 2010
- 1000 meter: Tina Olsen 3,01,3 1980
- 1500 meter: Tina Olsen 4,42,1 1981
- 1 mile: Tina Olsen 5,14,1 1980
- 2000 meter: Tina Olsen 6,35,2 1980
- 3000 meter: Tina Olsen 10,13,8 1981
- 5000 meter: Elisabeth May 16.39,80 2007
- 10000 meter: Mette Møhncke 38,38,04 2010
- 5 km landevej: Anna B. Mikkelsen 18,38 2009
- 10 km landevej: Elisabeth May 35.232006
- 20 km landevej: Mette Filskov 1,28,10 1983
- Halvmaraton: Mette Møhncke 1,21,01 2010
- Maraton: Mette Møhncke 2,54,46 2010
- 100 meter hæk: Mie Kjær Frederiksen 15,02 2002
- 200 meter hæk: Mie Kjær Frederiksen 30,44 2002
- 400 meter hæk: Anna B. Mikkelsen 70,23	2009
- Længdespring: Birgitte Bjerregård 5,70 1984
- Trespring: Mie Kjær Frederiksen 10,28 2002
- Højdespring: Mie Kjær Frederiksen 1,58 1995
- Stangspring: Anna B. Mikkelsen 2,41 2009
- Kuglestød: Rakel Thorvaldsdottir 10,97 2003
- Diskoskast: Birgitte Cordes 40,21 2002
- Spydkast: Sara Bube 31,00 2002
- Hammerkast: Tanya Hilstrøm 26,60 2002
- Kastetrekamp: Anne Mette Linde 1590p (k: 9,64 d: 31,48 sp: 22,38) 1996
- 7 kamp: Katrine Vorum 3361p (18,82/1,45/8,83/28,23/4,55/21,14/2,39,41) 2000
- 4 x 100 meter: Claudia Baressi, Malene Thrane, Signe Schioldborg, Susse Malling 52,51	2007
- 4 x 400 meter: Henriette Gilhøj, Sara Bube, Kamilla Kofod, Rikke Fjeldsø Christensen, 4,32,09 2000
- 4 x 800 meter: Tina Olsen, Inge Pedersen, Majbritt Lundsberg, Tina Schioldborg 10,31,4 1978
- 1000 meter stafet: Dorthe Jensen, Birgitte Svendsen, Sabina Steensen, Lene Tjørnsted 2,34,0 1984